# Tăng Xán
Đại sư Tăng Xán (zh. sēngcàn 僧璨, ja. sōsan, 529-613) là Thiền sư Trung Quốc, Tổ thứ ba của Thiền tông, nối pháp Nhị tổ Huệ Khả và là thầy của Tứ tổ Đạo Tín. Sau khi được ấn khả, Sư lang thang đây đó, sống ẩn dật không ai biết. Ngoài Thiền sư Đạo Tín, Sư có truyền pháp cho một vị tăng người Ấn Độ là Tì-ni-đa-lưu-chi, người sau này đem Thiền tông sang Việt Nam. Sư cũng là tác giả của Tín tâm minh, một tác phẩm trứ danh, rất phổ biến trong giới thiền.

## Cơ duyên
Niên hiệu Thiên Bình, năm thứ hai đời Bắc Tề, Sư lúc đó vốn là cư sĩ, tuổi khoảng 40, người đầy bệnh tật, mụn nhọt. Nghe danh Tổ Huệ Khả giáo hóa pháp môn Thiền Tông, sư ngưỡng mộ liền đến yết kiến và được đại ngộ.
Sư đến đỉnh lễ rồi hỏi: ''Đệ tử mình đầy tật bịnh, thỉnh Hòa thượng sám tội cho''. Tổ bảo: '' Đem tội ra đây ta sám cho''. Sư im lặng lúc lâu, bạch: ''Con kiếm tội mãi mà chẳng thấy được''. Tổ nói: ''Ta đã sám hối cho ông xong rồi đó, ông nên nương theo Phật, pháp, tăng mà an trụ''. Cư sĩ bạch:'' Nay gặp Hòa thượng thì biết thế nào là tăng rồi nhưng xin hỏi cái gì gọi là Phật và pháp?'' Tổ đáp: ''Tâm ấy là Phật, tâm ấy là pháp. Pháp, Phật không hai, Tăng bảo cũng vậy''. Sư nói: ''Nay mới biết tánh tội chẳng ở trong, không ở ngoài, không ở giữa, cũng như tâm ấy, Phật và pháp không hai vậy''. Tổ biết đã ngộ, rất coi trọng là pháp khí, bèn cho cạo tóc xuất gia, nói:'' Ông là bảo vật cửa Phật của ta, nên lấy tên là Tăng Xán'' (Xán là Xán thổi, một loại ngọc quý).
Ngày 18/3 cùng năm, sư làm lễ thọ giới cụ túc tại chùa Quang Phúc, từ đó mụn nhọt, bệnh tật của sư cũng giảm dần.

Sư ở lại thị giả tổ Huệ Khả được 2 năm, một hôm Tổ bảo: ''Bồ Đề Đạt Ma từ Thiên Trúc xa xôi đến đây, đã đem Chánh pháp nhãn tạng cùng tấm tín y mật truyền cho ta, nay trao lại cho ông, ông nên giữ gìn, đừng để dứt đoạn''. Và tổ nói kệ truyền pháp:
Phiên âm:
Bản lai duyên hữu địa
Nhân địa chủng hoa sinh
Bản lai vô hữu chủng
Hoa diệc bất tằng sinh
Tạm dịch:
Xưa nay nhân có đất
Từ đất giống hoa sinh
Xưa nay không có giống
Hoa cũng chẳng từng sinh.
Tổ trao Y cà sa và Pháp xong, nói: ''Ông nhận giáo pháp của ta rồi nên tìm vào núi sâu ẩn dật chưa thể đi giáo hóa ngay được, không bao lâu nữa sẽ xảy ra quốc nạn''. Sư nói: ''Thầy đã biết trước, cúi xin chỉ dạy''. Tổ nói:'' Không phải ta biết trước mà đấy là lời của Đạt Ma truyền lại lời huyền ký của Bát-nhã Đa-la cho ta: “Trong tâm tuy tốt ngoài lại xấu, đúng là vậy. Ta so sánh niên đại, chính là nhằm lúc nầy đây. Ông hãy suy gẫm lời xưa, đừng để vương thế nạn. Còn ta do còn vướng nợ nhiều đời trước, nay cần phải trả. Hãy khéo ẩn náu, đợi đến thời cơ hãy đi giáo hóa”.
Thời Hậu Chu, vua Võ Đế hủy diệt Phật pháp, sư tới lui núi Tử Sơn, huyện Thái Hồ. Chẳng ở nơi nào cố định trong hơn 10 năm, mọi người bấy giờ đều không biết đến sư.
Sau khi truyền y và tâm yếu cho đệ tử Đaọ Tín xong, sư đến núi La Phù, ở đây trong 2 năm. Sau đó về ở chùa Sơn Cốc 1 tháng, mọi người hay tin đã kéo nhau đến thiết đàn cúng dường.

Vào niên hiệu Đại Nghiệp năm thứ hai, Bính Dần, ngày 15 tháng 10, Sư sau khi tuyên giảng tâm yếu Phật pháp cho bốn chúng xong ,chắp tay dưới cội cây lớn mà tịch. Vua Đường Huyền Tông ban hiệu là Giám Trí Thiền sư, tháp hiệu Giác Tịch.